# Henriettea punctata
Henriettea punctata là một loài thực vật thuộc họ Melastomataceae. Đây là loài đặc hữu của Cuba.